# Блакитний Макс (фільм, 1966)
«Блакитний Макс» (англ. The Blue Max) — британський художній фільм 1966 року режисера Джона Гіллерміна. Сценарій написали Джеральд Ганлі, Джек Седдон та Девід Персел за однойменним романом Джека Д. Гантера.

## Сюжет

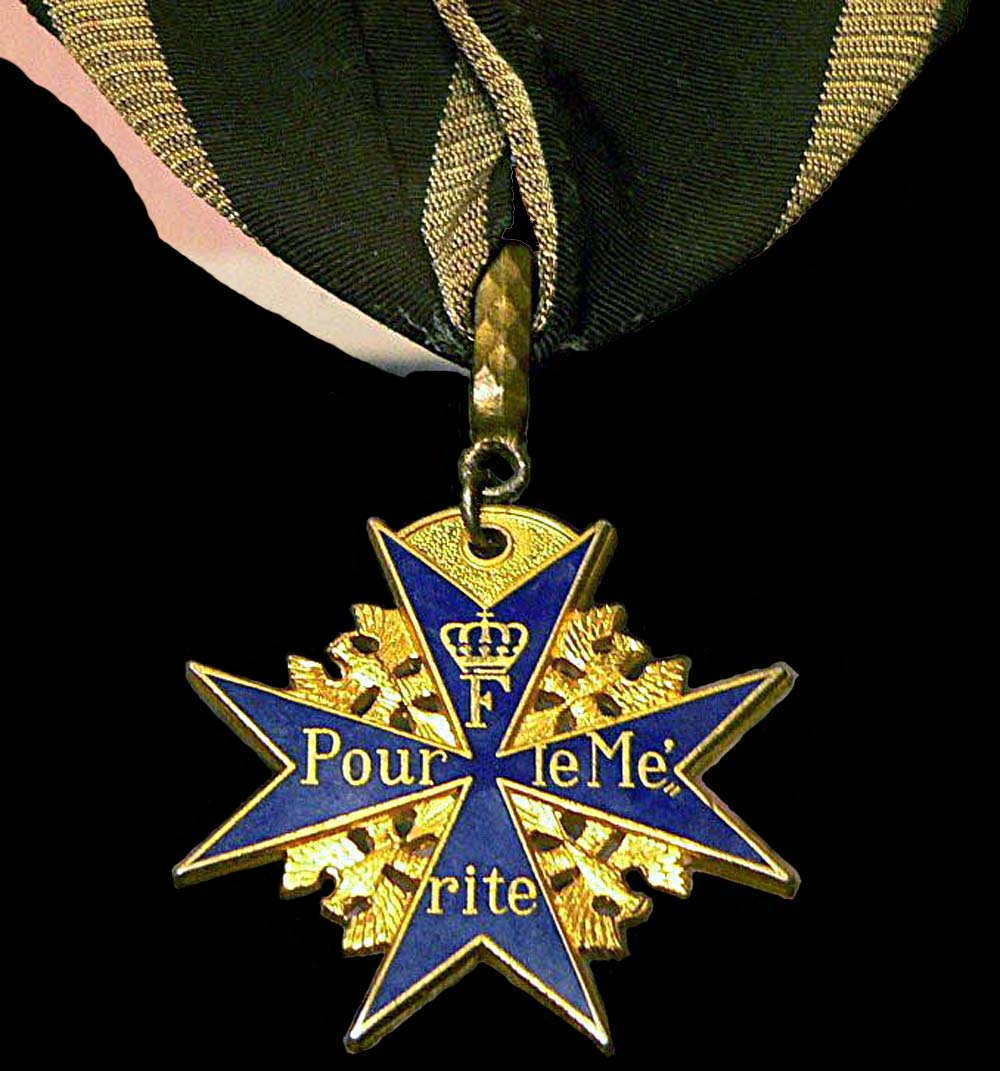
Орден «За заслуги»
(«Блакитний Макс»)

Під час Першої світової війни, у 1918 році, до елітного підрозділу німецьких повітряних сил, у якому служать представники знатних родів, прибуває новий пілот — лейтенант Бруно Штахель (Джордж Пеппард). Він походить зі сім'ї середнього класу, проте ставний, прекрасно літає і мріє якнайшвидше здобути військову нагороду — орден «Блакитний Макс», яким нагороджують пілотів за 20 збитих ворожих літаків.
Уже в першому бою холодний і амбітний Штахель збиває ворожий літак, однак цей факт залишився ніким не підтверджений, і його пілотові не зараховують. Акліматизація лейтенанта Бруно в ескадри́льї під командуванням капітана Отто Гайдемана (Карл Міхаель Фоґлер) відбувається важко. Його бажання швидко піднятися по соціальних сходах викликає протидію, з нього поступово починають сміятися і повертатися до нього спиною. Чи вдасться Штахелеві здійснити свою мрію?

## Ролі виконують
- Джордж Пеппард — лейтенант Бруно Штахель
- Джеймс Мейсон — генерал граф фон Клюґерман
- Урсула Андрес — графиня Каті фон Клюґерман
- Джеремі Кемп[en] — лейтенант Віллі фон Клюґерман
- Карл Міхаель Фоґлер[en] — капітан Отто Гайдеман
- Антон Дифрінг[en] — майор Гольбах

## Нагороди
- 1967 Премія БАФТА, Британської академії телебачення та кіномистецтва:
  - за найкращий дизайн виробництва фільму — Вілфред Шинглетон